# Estação Unidad Modelo
A Estação Unidad Modelo é uma das estações do Metrorrey, situada em Monterrei, entre a Estação San Bernabé e a Estação Aztlán. Administrada pela STC Metrorrey, faz parte da Linha 1.
Foi inaugurada em 25 de abril de 1991. Localiza-se na Avenida Aztlán. Atende os bairros Unidad Modelo e Valle de Santa Lucía.